# المجلس الدولي للغة العربية
المجلس الدولي للغة العربية هيئة دولية مستقلة خاصة بالمؤسسات العربية والدولية التي لها علاقة باللغة العربية، والتي بادرت إلى تأييد ودعم تأسيس المجلس. ويمثل المؤسسة العضو في المجلس، المسؤول الأول في المؤسسة. الأمين العام الحالي للمجلس هو علي بن موسى.

## الأعضاء
تتكون الجمعية العمومية للمجلس وفق المادة 8 من النظام الأساسي من عدة عضويات حسب الفئات التالية:
- المنظمات العربية والدولية ذات العلاقة باللغة العربية
- الاتحادات النوعية والتخصصية
- مجامع اللغة العربية
- المؤسسات العلمية
- المؤسسات الفكرية والثقافية
- المؤسسات الإعلامية
- الجمعيات والنقابات التخصصية
- الجهات الداعمة للمجلس (مؤسسات وأفراد)
- هيئة الخبراء
- مؤسسات المجلس

### المنظمات العربية والدولية ذات العلاقة باللغة العربية
- منظمة التعاون الإسلامي
- جامعة الدول العربية
- مجلس التعاون لدول الخليج
- اتحاد المغرب العربي
- اليونيسكو
- المنظمة الإسلامية للتربية والثقافة والعلوم
- المنظمة العربية للتربية والثقافة والعلوم
- المنظمة العربية للتنمية الإدارية
- مكتب التربية العربي لدول الخليج

### الاتحادات النوعية والتخصصية
- مجلس الوحدة الاقتصادية
- اتحاد الجامعات العربية
- اتحاد المحامين العرب
- اتحاد المصارف العربية
- الاتحاد البرلماني العربي
- اتحاد الإذاعات العربية
- اتحاد وكالات أنباء دول منظمة التعاون الإسلامي

### مجامع اللغة العربية
- مجمع اللغة العربية بدمشق
- مجمع اللغة العربية في عمان
- مجمع اللغة العربية في القاهرة
- مجمع اللغة العربية في السودان

### المؤسسات العلمية
- جمعية كليات الآداب في الوطن العربي
- الجمعية العلمية لكليات إدارة الأعمال والعلوم الاقتصادية والسياسية والعربية
- جمعية كليات الحاسبات والمعلومات العربية
- جمعية كليات الهندسة العربية
- جمعية كليات التمريض العربية
- جمعية كليات طب الأسنان العربية
- جمعية كليات التربية الرياضية العربية
- الجمعية العلمية لكليات التربية العربية
- جمعية كليات الزراعة العربية
- جمعية كليات العلوم العربية
- جمعية كليات الفنون الجميلة العربية
- جمعية كليات ومعاهد وأقسام العلاج الفيزيائي الطبيعي العربية
- الجمعية العلمية لكليات الصيدلة العربية
- جمعية كليات ومعاهد وأقسام العمل الاجتماعي العربية
- جمعية كليات الإعلام العربية
- الجمعية العلمية لكليات اللغات
- الجمعية العلمية لكليات الطب البيطري العربية
- الجمعية العلمية للكليات والمعاهد العليا للموسيقى العربية
- جمعية إدارات عمادات شؤون الطلبة في الجامعات العربية
- أمين عام جمعية كليات ومعاهد وأقسام السياحة العربية

### المؤسسات الفكرية والثقافية
- المجلس الأعلى للغة العربية
- منتدى الفكر العربي
- جائزة محمد بن راشد للغة العربية

### الجمعيات والنقابات التخصصية
- الائتلاف الوطني من أجل اللغة العربية في المغرب
- اتحاد مدرسي اللغة العربية في اندونيسيا
- الجمعية المغربية لحماية اللغة العربية
- جمعية حماية اللغة العربية في الإمارات

### الجهات الداعمة للمجلس ( مؤسسات وأفراد )
- المركز الوطني للقياس
- البنك الإسلامي للتنمية

### هيئة الخبراء
- هيئة الخبراء بها 10 أعضاء.

### مؤسسات المجلس
- جمعية أقسام اللغة العربية
- الاتحاد الدولي للغة العربية

## وصلات خارجية
- الموقع الرسمي